# Howard Greer
Howard Greer (* 16. April 1886 in Rushville, Illinois; † 7. April 1974 in Culver City, Kalifornien) war ein US-amerikanischer Modedesigner und Kostümbildner beim Film.

## Leben
Howard Greer wurde 1886 auf einer Farm in Rushville, Illinois, geboren und besuchte später die Highschool und das College in Lincoln, Nebraska. Nach seinem Abschluss an der University of Nebraska begann er im Jahr 1916 seine Karriere als Modezeichner für Lady Duff Gordons Modehaus Lucile Ltd. in Chicago und war später auch für die Filiale in New York zuständig. Im Ersten Weltkrieg diente er als Soldat in Frankreich, wo er später in Paris erneut für Lucile, aber auch für Paul Poiret und Edward Molyneux tätig war. Die folgenden drei Jahre blieb er in Europa, fertigte Kostüme für Pariser und Londoner Theater an und schrieb regelmäßig Beiträge über Mode für das Theatre Magazine.

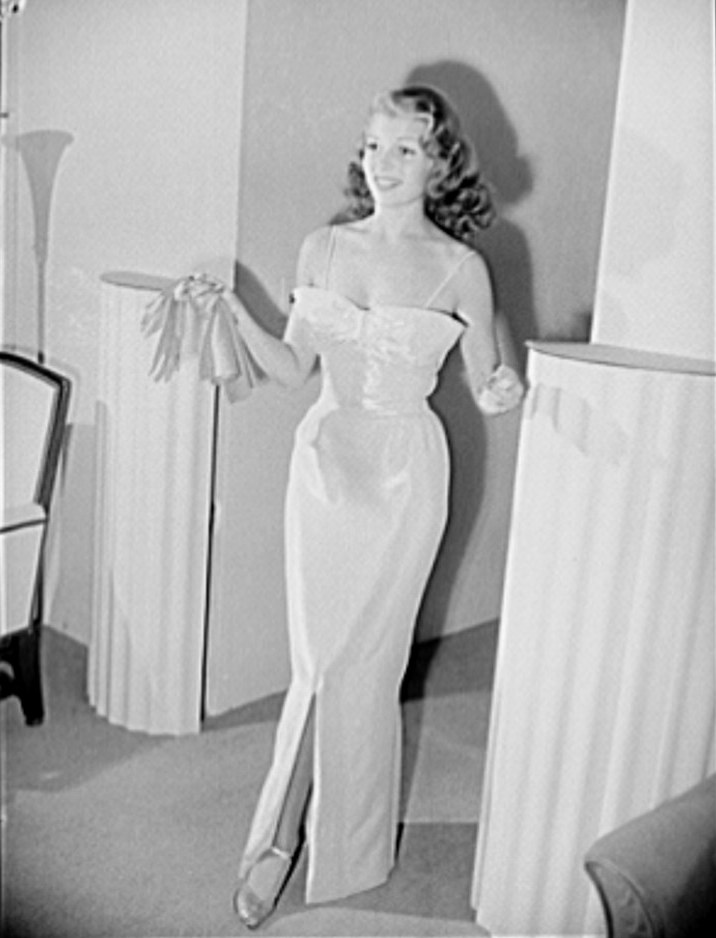
Rita Hayworth (1941) in einem Lamé-Abendkleid von Howard Greer

Im Jahr 1921 kehrte er in die Vereinigten Staaten zurück, schloss sich in New York zunächst dem Modehaus Hickson Inc. an und war anschließend für die Kostüme der Greenwich Village Follies zuständig. Deren Revue machte Hollywood auf ihn aufmerksam, worauf er ab 1923 als Chefdesigner bei Famous Players-Lasky angestellt war. Dort schuf er Kostüme für Cecil B. DeMilles monumentalen Stummfilm Die Zehn Gebote (1923) sowie für Stummfilmstar Pola Negri in Filmen wie Die spanische Tänzerin (1923) und Ernst Lubitschs Das verbotene Paradies (1924). Zu Greers Assistenten zählten seinerzeit Travis Banton und Edith Head, die später als eigenständige Kostümbildner sehr erfolgreich in Hollywood wirkten.
Nach ein paar Jahren verließ Greer das Filmstudio, aus dem später Paramount Pictures hervorging, um sich seinem eigenen Modesalon für Haute Couture zu widmen, den er 1927 nahe dem Sunset Boulevard in Los Angeles eröffnete. Zu seinen Kundinnen zählten zahlreiche Filmstars wie Greta Garbo und Rita Hayworth, für die er exklusive Abend- und Cocktailkleider entwarf. Über die Jahre wurde er vereinzelt immer wieder für Filmproduktionen, unter anderem der RKO Pictures, als Kostümbildner verpflichtet und war so auch für Katharine Hepburns Kostüme in Howard Hawks’ Filmkomödie Leoparden küßt man nicht (1938) verantwortlich. Für die fünf Irene-Dunne-Filme Ann Vickers (1933), Ruhelose Liebe (1939), When Tomorrow Comes (1939), Meine Lieblingsfrau (1940) und Unfinished Business (1941) trat er ebenfalls als Kostümdesigner in Erscheinung. Auch Ingrid Bergmans Kostüme in Alfred Hitchcocks Ich kämpfe um dich (1945) stammen von ihm.
Im Jahr 1951 veröffentlichte er seine Autobiografie unter dem Titel Designing Male. Bis 1962 blieb er der Haute Couture verbunden. Daraufhin zog er sich in den Ruhestand zurück, den er in London verbrachte. Er starb 1974 in Culver City und wurde im Westwood Village Memorial Park Cemetery in Los Angeles beigesetzt.

## Filmografie (Auswahl)
Kostüme:
- 1923: Die Karawane (The Covered Wagon)
- 1923: Die spanische Tänzerin (The Spanish Dancer) – für Pola Negri
- 1923: Die Zehn Gebote (The Ten Commandments)
- 1923: Der Markt der Seelen (Souls for Sale)
- 1924: Das verbotene Paradies (Forbidden Paradise) – für Pola Negri
- 1924: Die Frau des Kommandeurs (Lily of the Dust)
- 1925: Der Wanderer (The Wanderer)
- 1926: Die Königin der Riviera (Good and Naughty)
- 1927: Hotel Stadt Lemberg (Hotel Imperial) – für Pola Negri
- 1927: Das gewisse Etwas (It) – für Clara Bow
- 1929: Coquette – für Mary Pickford
- 1929: Wonder of Women
- 1930: Höllenflieger (Hell’s Angels) – für Jean Harlow
- 1932: The Animal Kingdom – für Ann Harding und Myrna Loy
- 1933: Christopher Strong – für Katharine Hepburn
- 1933: Ann Vickers – für Irene Dunne
- 1934: Prinzessin für 30 Tage (Thirty-Day Princess) – für Sylvia Sidney
- 1938: Leoparden küßt man nicht (Bringing Up Baby) – für Katharine Hepburn
- 1938: Wie leben wir doch glücklich! (Merrily We Live) – für Billie Burke
- 1938: Sorgenfrei durch Dr. Flagg – Carefree (Carefree) – für Ginger Rogers
- 1939: Ruhelose Liebe (Love Affair) – für Irene Dunne
- 1939: When Tomorrow Comes – für Irene Dunne
- 1939: 5th Ave Girl – für Ginger Rogers
- 1940: Meine Lieblingsfrau (My Favorite Wife) – für Irene Dunne
- 1941: Unfinished Business – für Irene Dunne
- 1944: Follow the Boys – für Vera Zorina
- 1944: Weihnachtsurlaub (Christmas Holiday) – für Deanna Durbin
- 1944: Sturzflug ins Glück (Practically Yours) – für Claudette Colbert
- 1945: Die Dame im Zug (Lady on a Train) – für Deanna Durbin
- 1945: Ich kämpfe um dich (Spellbound) – für Ingrid Bergman
- 1946: The Madonna’s Secret – für Gail Patrick
- 1946: Heartbeat – für Ginger Rogers
- 1949: Die Urlaubs-Affaire (Holiday Affair) – für Janet Leigh
- 1951: Ein Satansweib (His Kind of Woman) – für Jane Russell
- 1952: Die Spielhölle von Las Vegas (The Las Vegas Story) – für Jane Russell
- 1952: Maskierte Herzen (Sudden Fear) – für Joan Crawford
- 1953: Die lockende Venus (The French Line) – für Jane Russell